# Bactris glassmanii
Bactris glassmanii là loài thực vật có hoa thuộc họ Arecaceae. Loài này được Med.-Costa & Noblick ex A.J.Hend. mô tả khoa học đầu tiên năm 2000.